# Osphryon
Osphryon is een kevergeslacht uit de familie van de boktorren (Cerambycidae). De wetenschappelijke naam van het geslacht werd voor het eerst geldig gepubliceerd in 1869 door Pascoe.

## Soorten
Osphryon omvat de volgende soorten:
- Osphryon adustus Pascoe, 1869
- Osphryon bispinosus Nylander, 1998
- Osphryon forbesi Gahan, 1894
- Osphryon granuliger Aurivillius, 1925
- Osphryon hirticollis Gahan, 1894
- Osphryon pallidipennis Gressitt, 1951
- Osphryon subitanus Gressitt, 1959
- Osphryon sudestus Gressitt, 1959
- Osphryon tridentatus Gressitt, 1959
- Osphryon wauensis Nylander, 1998
- Osphryon woodlarkensis Gressitt, 1959